# 1119

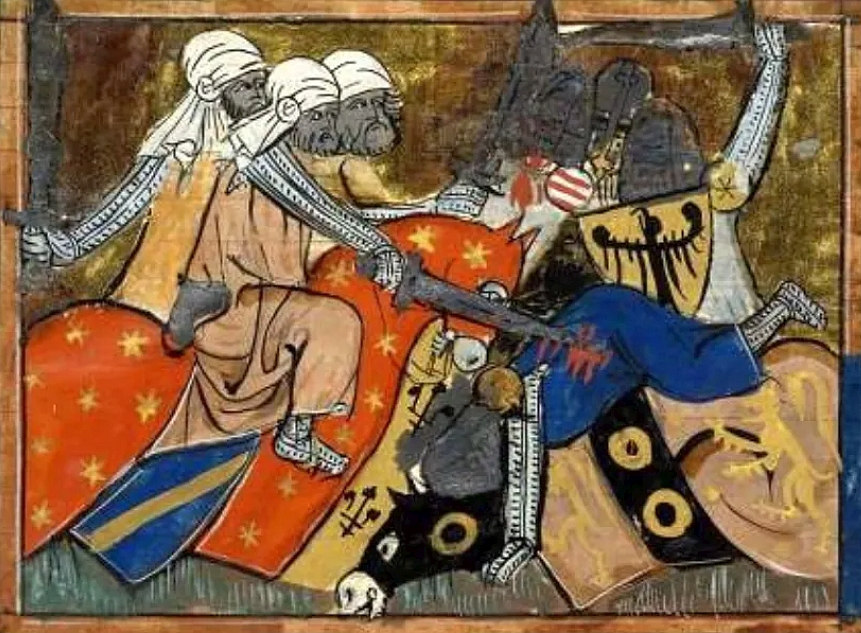
Slag van Ager Sanguinis

Het jaar 1119 is het 19e jaar in de 12e eeuw volgens de christelijke jaartelling.

## Gebeurtenissen
- 28 juni - Slag van Ager Sanguinis: De Artuqiden van Aleppo onder Ilghazi verslaan Rogier van Salerno van Antiochië, die sneuvelt.
- 14 augustus - Slag bij Hab: Boudewijn II van Jeruzalem verslaat Ilghazi.
- Bari verklaart zich onafhankelijk van Apulië.
- Willem I van Ponthieu herkrijgt de Normandische bezittingen van zijn overleden vader Robert II van Bellême.
- Charta caritatis van paus Calixtus II: De cisterciënzers worden vrijgesteld van belasting.
- De abdij van Bellevaux wordt gesticht.
- In Bologna komen de torens Asinelli en Garisenda gereed. De bouwsels van deze twee adellijke families zijn bedoeld als toevluchtsplek bij een conflict. Overal in de stad verrijzen vergelijkbare bouwwerken van de vooraanstaande families.
- Voor het eerst vermeld: Boezinge, Enschede, Ichtegem, Masnuy-Saint-Jean, Moorsel, Naast, Quenast

## Opvolging
- Antiochië (regent voor Bohemund II) - Rogier van Salerno opgevolgd door Boudewijn II van Jeruzalem
- Bretagne - Alan IV opgevolgd door zijn zoon Conan III
- Edessa - Walram van Le Puiset opgevolgd door Jocelin van Courtenay
- Galilea - Jocelin van Courtenay opgevolgd door Willem I van Bures
- patriarch van Jeruzalem (Latijns) - Garmond van Picquigny als opvolger van Arnulf van Chocques
- Kleef - Diederik III opgevolgd door Arnoud I
- prinsbisdom Luik - Otbert opgevolgd door zijn broer Frederik van Namen
- paus (2 februari) - Gelasius II opgevolgd door Guido van Bourgondië als Calixtus II
- Vlaanderen - Boudewijn VII opgevolgd door zijn neef Karel de Goede

## Geboren
- 7 juli - Sutoku, keier van Japan (1123-1142)
- Lodewijk I, graaf van Württemberg (jaartal bij benadering)

## Overleden
- 29 januari - Gelasius II (~60), paus (1118-1119)
- 17 juni - Boudewijn VII (~26), graaf van Vlaanderen
- 28 juni - Rogier van Salerno, regent van Antiochië
- 22 juli - Herbert de Losinga (~65), bisschop van Norwich
- 13 oktober - Alan IV (~59), hertog van Bretagne (1060-1119)
- Diederik I/III, graaf van Kleef
- Otbert, prins-bisschop van Luik
- Hendrik I, hertog van Limburg (jaartal bij benadering)